# Ken Anderson (wrestlare)
Kenneth Anderson, född 6 mars 1976, är en professionell amerikansk wrestlare. Han brottas nu (2010) för Total Nonstop Action Wrestling (TNA) under artistnamnet Mr. Anderson. Mellan 2005 och 2009 brottades han under namnet Mr Kennedy för WWE (World Wrestling Entertainment) i dess show Smackdown.